# مديرية الاستعلامات العامة (شرطة الجزائر)
مديرية الإستعلامات العامة أو إستخبارات الشرطة الجزائرية هي أحد المديريات المركزية المختصة على مستوى المديرية العامة للأمن الوطني الجزائري، تعمل على البحث عن المعلومات المتعلقة بالأوساط الحساسة من أجل معرفة وقائية بالإجرام بمختلف أشكاله وكذا جمع وتحليل المعلومات الأمنية، الاقتصادية، الاجتماعية والثقافية ومتابعة الحركات الجمعوية والحرص على تطبيق القوانين والتنظيمات المعمول بها بالإضافة إلى متابعة الرأي العام الوطني وردود أفعاله تجاه بعض القضايا كما تتعاون وتنسق مع المصالح الأمنية الأخرى.
تعمل مديرية الإستعلامات العامة على تقديم المشورة لطلبات التحقيقات من الجهات المخولة كما تقوم بمهمة مراقبة وتفتيش مصالح الشرطة للإستعلامات العامة المتواجدة عبر القطر الوطني.

## نيابات المديرية
تضم مديرية الإستعلامات العامة ستة مديريات هي:
- نيابة المديرية للبحث العملياتي.
- نيابة المديرية للشؤون السياسية.
- نيابة المديرية للدراسات والتحقيقات.
- نيابة المديرية للنشاطات الاقتصادية والاجتماعية.
- المركز العملياتي للبحث التطبيقي وسبر الآراء.
- المصالح الجهوية للبحث العملياتي.

## تنظيم عمل إستخبارات الشرطة
أدت زيادة صلاحيات رؤساء أمن الولايات على حساب مسؤولي الاستعلامات العامة ونقل صلاحية التحقيق حول ترقية الإطارات العليا للدولة من الاستعلامات العامة إلى الشرطة القضائية إلى فراغ وجمود في هذا الجهاز. فقد بدأ الصراع بسبب تدخل الاستعلامات في صلاحيات الشرطة، وازداد التصدع والانشقاق بين المؤسستين وموظفيها. ، 
في عهد وزير الداخلية نور الدين زرهوني تم تحويل مصالح الاستعلامات العامة إلى مباني خارج مقر أمن الولاية وذلك لسرية عملهم و اشتماله حتى على مراقبة منتسبي جهاز الشرطة أنفسهم، في حين أضاف المدير العام للأمن الوطني عبد الغني هامل تعديلات بعد الفشل في التنبؤ بانتفاضة الشرطة منتصف شهر أكتوبر 2014 تشمل:
1. بعد جمع المعلومات ومعالجتها يتم إخطار رئيس المصلحة الولائية للاستعلامات ويكون إخطار رئيس امن الولاية من باب الإعلام لا غير.[3]، [4]
2. المعلومات المصنفة في خانة «مهم وسري»، لا يتم إخطار رئيس امن الولاية بها، بل مباشرة يخطر مدير الاستعلامات العامة والذي يحولها مباشرة إلى مكتب وزير الداخلية، وهذا من باب الفصل بين امن الولاية ومصلحة الاستعلامات العامة.[3]، [4]

## المدراء
- عميد أول للشرطة جيلالي بودالية 2016 [5]
- عميد أول للشرطة محمد بلعيفة 2014-2015[5]
- عميد أول للشرطة رابح بوسنة 2011-2013[4]
- مراقب شرطة حسين محمد 2022
- عميد أول للشرطة كمال بلجيلالي 2009-2010[6]